# Rhaphium terminale
Rhaphium terminale är en tvåvingeart som först beskrevs av Van Duzee 1924.  Rhaphium terminale ingår i släktet Rhaphium och familjen styltflugor.
Artens utbredningsområde är Northwest Territories, Kanada. Inga underarter finns listade i Catalogue of Life.